# NGC 6653
NGC 6653 (другие обозначения — ESO 45-13, PGC 62342) — эллиптическая галактика (E1) в созвездии Павлина.
Этот объект входит в число перечисленных в оригинальной редакции «Нового общего каталога».